# Xanthorhoe chloephora
Xanthorhoe chloephora är en fjärilsart som beskrevs av Louis Beethoven Prout. Xanthorhoe chloephora ingår i släktet Xanthorhoe och familjen mätare. Inga underarter finns listade i Catalogue of Life.